# Zone industrielle de Douala-Yassa
La zone industrielle de Douala-Yassa est un territoire de la ville de Douala où sont implantées plusieurs industries et sociétés de métallurgie, de cartonnerie, d'essences, d’agroalimentaire, de pétrole, de commerce et de distribution. Elle est située dans l'arrondissement de Douala III dans la région du Littoral au Cameroun.

## Description
La zone est en projet et s'étend sur 400 hectares (ha) sur l'arrondissement de Douala III du département du Wouri dans la région du Littoral au Cameroun.

## Gestion
| \| 500 km1:18 610 000 \| Yaoundé (114 ha) Bassa(150 ha) Ngaoundéré (115 ha) Djamboutou (90 ha) Bamenda (44 ha) Ombé (17 ha) Koumé (105 ha) Mandjou (120 ha) Bonabéri (192 ha) Bafoussam (28 ha) Kribi (3000 ha) Yassa (400 ha) Dibombari (300 ha) Nomayos (201 ha) Meyomessala (100 ha) |
| 500 km1:18 610 000 |

| 500 km1:18 610 000 |

| Zones industrielles existantes |
| Zones industrielles en projet  |
| (192 ha) Taille (en hectares)  |

La gestion de la zone industrielle de Douala-Yassa est assurée par la Mission de développement et d’aménagement des zones industrielles (Magzi) sous-tutelle du Ministère des Mines, de l’Industrie et du Développement Technologique.

## Transports
Elle dessert les voies terrestres.